# CTAB
O brometo de cetrimônio ([(C16H33)N(CH3)3]Br; brometo de cetiltrimetilamônio; brometo de hexadeciltrimetilamônio; CTAB) é um tensioativo quaternário de amônio. 
É um dos componentes da cetrimida anti-séptica tópica. O cátion de cetrimônio (hexadeciltrimetilamônio) é um agente anti-séptico eficaz contra bactérias e fungos. É também um dos principais componentes de alguns tampões para a extração de DNA. Tem sido amplamente utilizado na síntese de nanopartículas de ouro, nanopartículas de sílica mesoporosa e condicionadores de cabelo. Alguns compostos relacionados, como o cloreto de cetrimônio e estearato de cetrimônio, também são usados como anti-sépticos tópicos e podem ser encontrados em muitos produtos domésticos, como xampus e cosméticos. O CTAB, devido ao seu custo relativamente alto, normalmente é usado apenas em cosméticos selecionados. 
Como na maioria dos tensioativos, o CTAB forma micelas em soluções aquosas. Ao atingir 303 K (30° C), o composto forma micelas com número de agregação de 75 à 120 (a depender do método de determinação, com média de 95 moléculas) e grau de ionização α de 0,2 à 0,1.

## Aplicações

### Biológicas
A lise celular é uma técnica conveniente para isolar certas macromoléculas que existem principalmente dentro da célula. As membranas celulares consistem em grupos terminais hidrofilos e lipofilos. Nisso, detergentes são frequentemente usados para dissolver essas membranas, uma vez que interagem com estes grupos terminais polares e não polares. O CTAB surgiu como a escolha preferida para uso biológico porque mantém a integridade do DNA precipitado durante o isolamento. As células normalmente têm altas concentrações de macromoléculas, como glicoproteínas e polissacarídeos, que precipitam com o DNA durante o processo de extração, fazendo com que o DNA extraído possua um baixo nível de pureza. A carga positiva da molécula de CTAB permite desnaturar essas moléculas que interfeririam nesse isolamento.

#### Médicas
Demonstrou-se que o CTAB possui uso potencial como agente anticâncer, promovendo a apoptose de células tumorais de cânceres de cabeça e pescoço (HNC). In vitro, o CTAB interagiu de maneira aditiva com a radiação γ e a cisplatina, dois agentes terapêuticos comuns no tratamento do HNC. O CTAB exibiu citotoxicidade anticâncer contra várias linhas de células HNC com efeitos mínimos em fibroblastos normais, fornecendo uma seletividade que explora aberrações metabólicas específicas de células tumorais. In vivo, o CTAB demostrou capacidade ablativa na formação de tumor de células do tipo FaDu e retardou o crescimento de tumores estabelecidos. Assim, usando esta abordagem, o CTAB foi identificado como um potencial composto de amônio quaternário apoptogênico, possuindo eficácia in vitro e in vivo contra modelos de HNC. 

#### Eletroforese de proteínas
As glicoproteínas formam bandas amplas e difusas durante a eletroforese de géis de poliacrilamida com SDS devido à sua ampla distribuição de cargas negativas. O uso de detergentes com carga positiva, como o CTAB, evita problemas associados às glicoproteínas. As proteínas podem ser transferidas dos géis de CTAB em analogia à Western blot, e as proteínas altamente hidrofóbicas associadas à mielina podem ser analisadas usando CTAB 2-DE. 

#### Extração de DNA
O CTAB serve como um tensioativo importante no sistema tampão de extração de DNA para remover lipídios de membrana e promover a lise celular. A separação também é eficiente mesmo quando o tecido contém grandes quantidades de polissacarídeos. O CTAB se liga aos polissacarídeos quando a concentração de sal é alta, removendo assim os polissacarídeos da solução. Um protocolo típico pode combinar 100mL de Tris-HCl 1M (pH 8,0), 280mL NaCl 5M, 40mL de EDTA 0,5M e 20g de CTAB, em seguida, adicione água desmineralizada para elevar o volume total a 1L. 

## Toxicidade
O CTAB tem sido utilizado desde a síntese de nanopartículas a cosméticos. Devido ao seu uso em produtos humanos, juntamente com outras aplicações, é essencial estar ciente dos perigos que esse agente contém. Testes em animais mostraram que uma ingestão inferior a 150g do agente pode levar a efeitos adversos à saúde ou possivelmente à morte pelo CTAB, causando queimaduras químicas no esôfago e no trato gastrointestinal que podem ser seguidas por náuseas e vômitos. Se a substância continuar através do trato gastrointestinal, ela será mal absorvida no intestino, seguida pela excreção nas fezes. A toxicidade também foi testada em animais aquáticos, como o Brachydanio rerio (peixe zebra) e <i>Daphnia magna</i> (pulga d'água). Peixes zebra apresentaram toxicidade ao CTAB quando expostos a 0,3mg/L por 96 horas, e as pulgas aquáticas apresentaram toxicidade de CTAB quando expostas a 0,03mg/L por 48 horas.
O CTAB, juntamente com outros sais de amônio quaternário, tem sido frequentemente utilizados em cosméticos em concentrações de até 10%. Os cosméticos nessa concentração devem ser usados apenas em banhos, como xampus. Outros cosméticos que permanecem em contato com a pele são considerados seguros apenas em concentrações iguais ou inferiores a 0,25%. As injeções na cavidade corporal de camundongos gestantes mostraram efeitos embriotóxicos e teratogênicos . Efeitos teratogênicos isolados foram observados com doses de 10mg/kg, enquanto ambos os efeitos foram observados em doses de 35mg/kg. Doses orais de 50mg/kg/dia também apresentaram efeitos embriotóxicos. Testes semelhantes foram realizados com o fornecimento de água para ratos com 10, 20 e 45mg/kg/dia de CTAB por um ano. Nos testes com 10 e 20mg/kg/dia, os ratos não apresentaram sintomas de toxicidade. Na dose mais alta, os ratos começaram a exibir perda de peso. A perda de peso nos ratos machos foi atribuída à absorção alimentar menos eficiente pelo aparelho digestivo. Os testes não mostraram alterações microscópicas no trato gastrointestinal dos ratos.
O mecanismo para citotoxicidade não foi extensivamente estudado, mas possíveis mecanismos foram propostos. Uma proposta mostrou dois métodos que levaram à citotoxicidade nas células de glioblastoma U87 e A172. O primeiro método mostrou que o contato do CTAB com fosfolipídios causa rearranjo da membrana, permitindo que o β-galactosídeo entre na célula por meio de cavidades. Em baixas concentrações, não há cavidades suficientes para causar a morte das células, mas com o aumento da concentração de CTAB, mais fosfolipídios são deslocados, causando mais cavidades na membrana, levando à morte celular. O segundo método proposto é baseado na dissociação de CTAB em CTA+ e Br- dentro da membrana mitocondrial. O CTA+ carregado positivamente se liga à ATP sintase, não permitindo que o H+ se ligue, interrompendo a síntese de ATP e resultando em morte celular.